# Diocesi di Tubarão

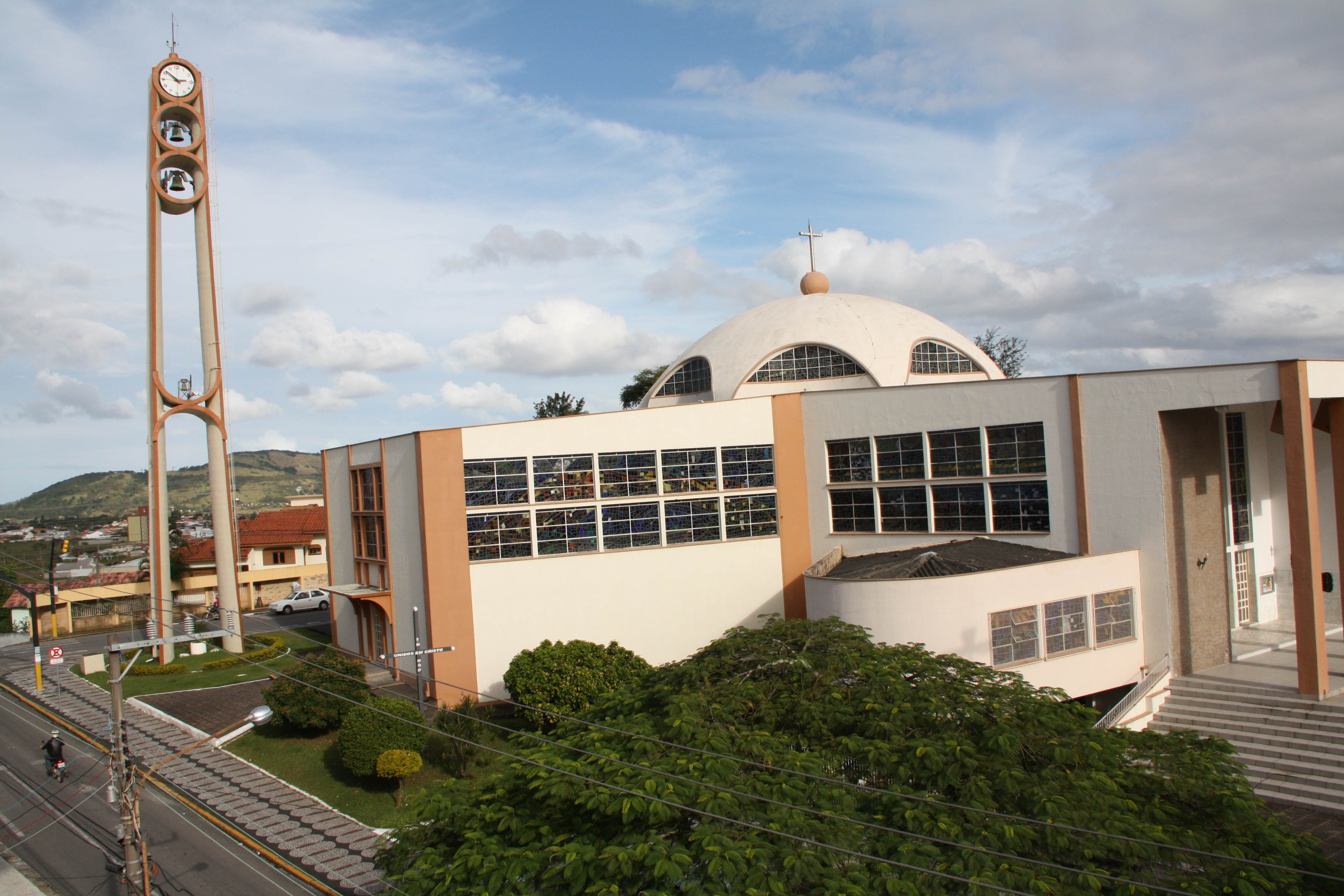
Vista diurna della cattedrale.

La diocesi di Tubarão (in latino: Dioecesis Tubaraoënsis) è una sede della Chiesa cattolica in Brasile suffraganea dell'arcidiocesi di Florianópolis. Nel 2022 contava 298.390 battezzati su 397.854 abitanti. È retta dal vescovo Adilson Pedro Busin, C.S.

## Territorio
La diocesi comprende 19 comuni lungo il litorale centro-meridionale dello stato brasiliano di Santa Catarina: Armazém, Braço do Norte, Capivari de Baixo, Grão Pará, Gravatal, Imaruí, Imbituba, Jaguaruna, Laguna, Orleans, Pedras Grandes, Pescaria Brava, Rio Fortuna, Sangão, Santa Rosa de Lima, São Ludgero, São Martinho, Treze de Maio, Tubarão.
Sede vescovile è la città di Tubarão, dove si trova la cattedrale di Nostra Signora della Pietà (Nossa Senhora da Piedade).
Il territorio si estende su una superficie di 4.531 km² ed è suddiviso in 29 parrocchie, raggruppate in 4 comarche pastorali: Braço do Norte, Jaguaruna, Laguna e Tubarão.

## Storia
La diocesi è stata eretta il 28 dicembre 1954 con la bolla Viget ubique di papa Pio XII, ricavandone il territorio dall'arcidiocesi di Florianópolis.
Il 27 maggio 1998 ha ceduto una porzione del suo territorio a vantaggio dell'erezione della diocesi di Criciúma.

## Cronotassi dei vescovi
Si omettono i periodi di sede vacante non superiori ai 2 anni o non storicamente accertati.
- Anselmo Pietrulla, O.F.M. † (11 maggio 1955 - 17 settembre 1981 ritirato)
- Osório Bebber, O.F.M.Cap. † (17 settembre 1981 succeduto - 18 gennaio 1992 nominato prelato di Coxim)
- Hilário Moser, S.D.B. (27 maggio 1992 - 15 giugno 2004 dimesso)
- Jacinto Bergmann (15 giugno 2004 - 1º luglio 2009 nominato vescovo di Pelotas)
- Wilson Tadeu Jönck, S.C.I. (26 maggio 2010 - 28 settembre 2011 nominato arcivescovo di Florianópolis)
- João Francisco Salm (26 settembre 2012 - 19 gennaio 2022 nominato vescovo di Novo Hamburgo)
- Adilson Pedro Busin, C.S., dal 3 maggio 2023

## Statistiche
La diocesi nel 2022 su una popolazione di 397.854 persone contava 298.390 battezzati, corrispondenti al 75,0% del totale.
| anno | popolazione | popolazione | popolazione | presbiteri | presbiteri | presbiteri | presbiteri                | diaconi | religiosi | religiosi | parrocchie |
| anno | battezzati  | totale      | %           | numero     | secolari   | regolari   | battezzati per presbitero | diaconi | uomini    | donne     | parrocchie |
| ---- | ----------- | ----------- | ----------- | ---------- | ---------- | ---------- | ------------------------- | ------- | --------- | --------- | ---------- |
| 1966 | 450.000     | 450.000     | 100,0       | 98         | 57         | 41         | 4.591                     |         | 48        | 431       | 43         |
| 1970 | 490.000     | 500.000     | 98,0        | 109        | 57         | 52         | 4.495                     |         | 65        | 436       | 44         |
| 1976 | 520.000     | 530.000     | 98,1        | 100        | 61         | 39         | 5.200                     |         | 50        | 381       | 51         |
| 1980 | 593.000     | 627.000     | 94,6        | 98         | 58         | 40         | 6.051                     |         | 60        | 331       | 51         |
| 1990 | 649.000     | 690.000     | 94,1        | 107        | 76         | 31         | 6.065                     | 1       | 46        | 320       | 53         |
| 1999 | 300.538     | 323.160     | 93,0        | 48         | 41         | 7          | 6.261                     | 2       | 10        | 98        | 22         |
| 2000 | 278.497     | 301.576     | 92,3        | 50         | 42         | 8          | 5.569                     |         | 9         | 97        | 23         |
| 2001 | 283.650     | 305.000     | 93,0        | 47         | 40         | 7          | 6.035                     | 2       | 24        | 99        | 26         |
| 2002 | 290.704     | 319.455     | 91,0        | 53         | 46         | 7          | 5.484                     | 2       | 9         | 101       | 26         |
| 2003 | 290.704     | 319.455     | 91,0        | 49         | 42         | 7          | 5.932                     | 1       | 22        | 99        | 26         |
| 2004 | 281.261     | 324.591     | 86,7        | 49         | 42         | 7          | 5.740                     | 1       | 19        | 95        | 26         |
| 2010 | 309.579     | 355.435     | 87,1        | 52         | 47         | 5          | 5.953                     | 1       | 10        | 94        | 28         |
| 2014 | 318.600     | 372.910     | 85,4        | 55         | 51         | 4          | 5.792                     |         | 10        | 83        | 28         |
| 2017 | 328.245     | 382.995     | 85,7        | 53         | 50         | 3          | 6.193                     | 8       | 7         | 72        | 28         |
| 2020 | 332.641     | 391.658     | 84,9        | 53         | 49         | 4          | 6.276                     | 10      | 4         | 71        | 28         |
| 2022 | 298.390     | 397.854     | 75,0        | 54         | 50         | 4          | 5.525                     | 9       | 4         | 86        | 29         |